# محمود مهدي الإستانبولي
محمود مهدي الإستانبولي (1327- 1419 هـ/ 1909- 1998 م) من أعلام التربية الإسلامية والتعليم، عالم وداعية سوري، وباحث تربوي، سلفي المنهج، عُرف بكتابه «تحفة العروس أو الزواج الإسلامي السعيد». وهو صاحب آراء ونظريات إصلاحية في التربية والتعليم، ومن أعضاء جمعية التمدن الإسلامي.

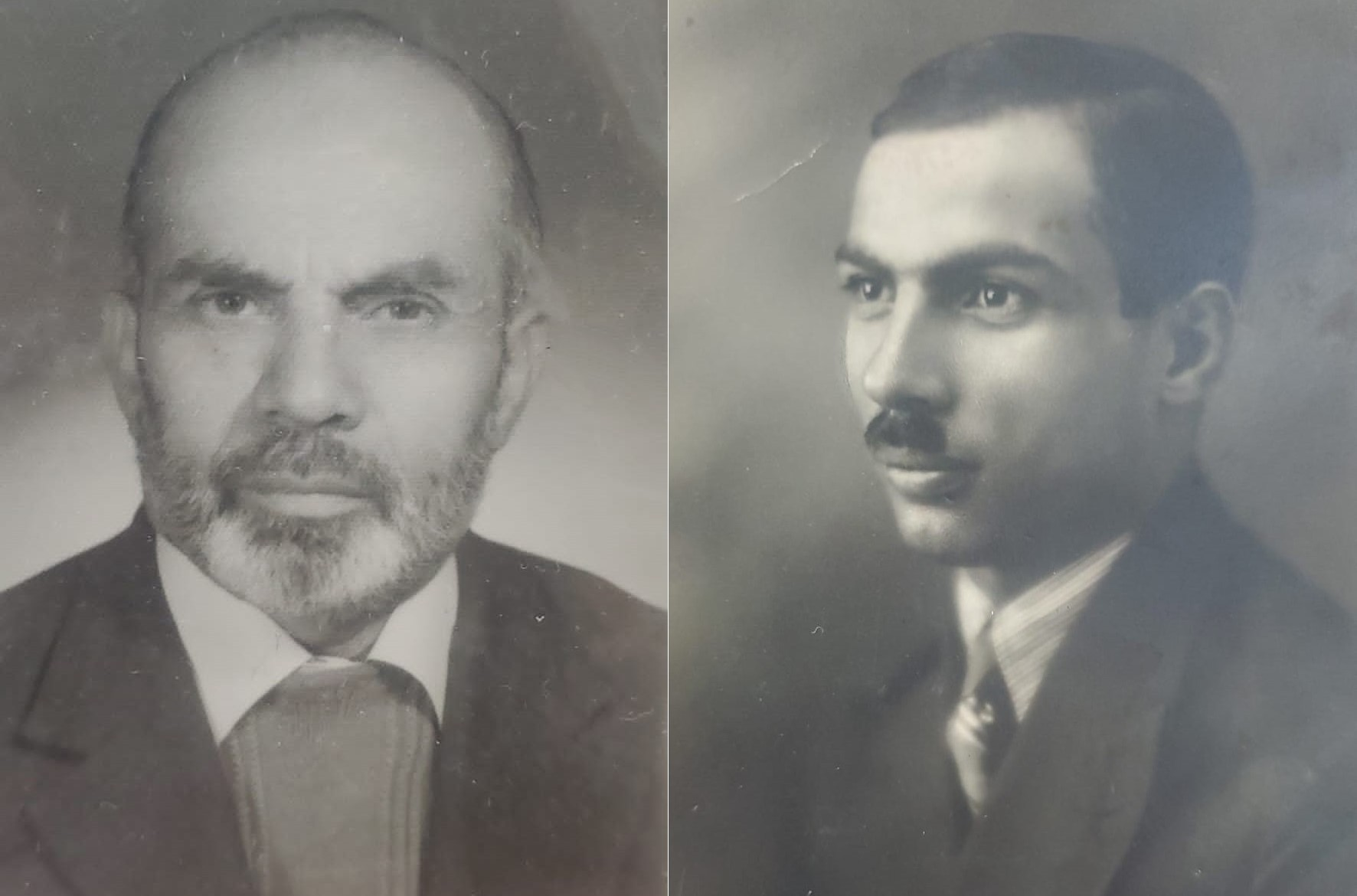
محمود مهدي الإستانبولي في شبابه وكهولته

## ولادته وتحصيله
وُلد محمود بن عمر بن حمدي الإستانبولي في حي الأكراد بمدينة دمشق، عام 1327هـ/ 1909م، لأسرة عربية النِّجار دمشقية الإقامة، ولحقت والدَه نسبةُ (الإستانبولي) لكثرة أسفاره إلى إستانبول.
تلقى محمود تعليمه الابتدائي في حي الأكراد، وحصل على شهادة التعليم الثانوي من مكتب عنبر، ومن زملائه فيه: علي الطنطاوي، وسعيد الأفغاني، وأنور العطار، وزكي المحاسني، وعبد الكريم الكرمي أبو سلمى، وجميل سلطان، ورشاد فرعون، ومصطفى الزرقا، وخالد بكداش، وأحمد مظهر العظمة، ومحمد كمال الخطيب، وجمال الفرَّا، ووجيه السمَّان. وكلهم صاروا من الأعلام اللامعين على اختلاف تخصُّصاتهم، وبعضهم وُلِّيَ الوِزارة. ثم التحق الإستانبولي بمعهد الحقوق في الجامعة السورية (الذي صار كلية الحقوق بجامعة دمشق) فحصل منه على الإجازة في الحقوق (البكالوريوس). وهو من الرعيل الأول من العلماء الذين جمعوا بين الدراسة النظامية في المدارس والجامعات والدراسة على المشايخ في المساجد.
تخرَّج في علوم الشريعة الإسلامية على بعض العلماء، فلازم المحدِّث الشيخ محمد ناصر الدين الألباني وتبنَّى منهجه، وصحِبَ الشيخ عبد الفتاح الإمام، وأخذ عنه مبادئ السلفية. صنَّف الكثير من الكتب التي لاقت القَبولَ والرواج، ونشرت جمعية التمدن الإسلامي بعض كتبه وبحوثه ومقالاته، ولعنايته بتربية الأطفال والطلاب أصدرت له ملحقًا بمجلة التمدن الإسلامي بعنوان (المسلم الصغير). وله آراء ونظريات جديدة وإصلاحية في التربية والتعليم، بثها في كتبه ومقالاته.

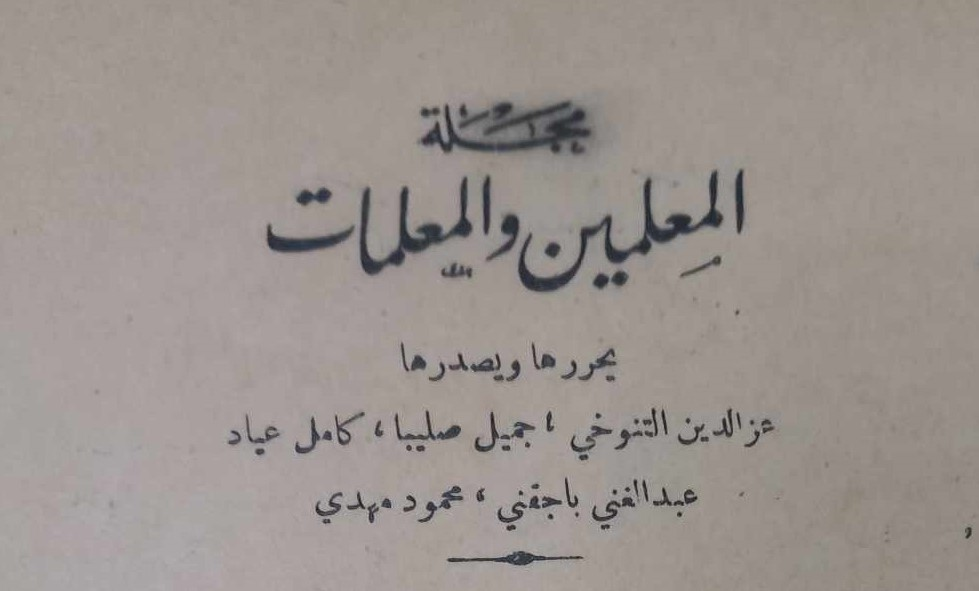
فريق التحرير لمجلة المعلمين والمعلمات، التي أنشأها محمود مهدي الإستانبولي، من عدد المجلة الصادر عام 1934م

## عمله وجهوده
عمل في التعليم سنوات طويلة، في مدارس دمشق وأريافها، وأنشأ فيها مدارس الأطفال ورياض الحضانة، وتولى إدارة مدرسة (عثمان ذو النورين)، ومدرسة (روضة الطفولة السعيدة)، وأسس مدرسة (التربية الاستقلالية الخاصة)، وكان يقبل التلاميذ بأسعار رمزية؛ لأن غرضَه من إنشاء المدارس التصدِّي لنشاط المدارس التبشيرية التنصيرية. وأنشأ أيضًا (دار الطلبة) ليقضي الفتيانُ والشباب فيها عُطلتهم الصيفية، فيجمعوا بين التسلية والاستفادة العلمية والتربوية.
وهو أول من أنشأ مجلة للتربية هي (مجلة المعلمين والمعلمات) عام 1931م، التي استمرَّت 8 سنين. ويروي في مذكرات له كتبها في مرحلة الخمسينيات أن المندوب الفرنسي كان استدعاه في مرحلة الاحتلال ليحققَ معه في شأن هذه المجلة، فسأله: مَن رئيس التحرير؟ فقال: أنا. وسأله: مَن أسرة التحرير؟ فقال: أنا. وسأله: مَن المحاسب؟ فقال: أنا. ويبدو أن هذا كان في أول الأمر ثم أعانه فريقٌ من كرام أهل العلم والباحثين الكتَّاب، فتولى رئاسة تحرير المجلة كامل عيَّاد، وأشرف على المجلة وتحريرها معه: عز الدين التنوخي، وجميل صليبا، وعبد الغني الباجقني. وكتب فيها نخبةٌ من الأعلام من أمثال: زين العابدين التونسي، وعلي الطنطاوي، وأحمد الصافي النجفي، ووداد السكاكيني، وكامل نصري.
وكان عضوًا في جمعية التمدن الإسلامي التي أسسها أحمد مظهر العظمة، ومعينًا له على بعض أعبائها، وتولى أمانة سرِّ مجلتها (مجلة التمدن الإسلامي). وأول مرَّة ذُكر فيها اسمه على غلافها سكرتيرًا للتحرير في العدد 30 من السنة 12 بتاريخ المحرَّم 1367هـ الموافق نوفمبر (تشرين الثاني) 1947م.
ثم انتقل إلى السعودية بعد الأحداث التي عصفت بسورية عام 1982 في عهد حافظ الأسد، واستقرَّ في مدينة جُدَّة. وبقي يتردَّد إلى بلده، ثم بعد عشر سنوات في أوائل التسعينيات انقطع عن الزيارة تمامًا إلى وفاته.

## صفاته وشمائله
- قال عنه الشيخ علي الطنطاوي: «إنه من أركان التربية في بلده، ومن أسبق الناس إلى العناية بها والكتابة فيها».[15]
- ووصفه أيضًا بقوله: «محمود مهدي الأستاذ المربي المجاهد بلسانه وقلمه».[16]
- وذكره في موضع آخر فقال: «محمود مهدي رفيق المدرسة، كان في مكتب عنبر بعدي بسنة واحدة، ثم صار صديقي، أحبُّه ويحبُّني، وأناقشه فأسبُّه ويسبُّني، ألتقي معه في أصول المسائل وأخالفه في فروعها، نفترق فنشتاق ثم نجتمع فنختصم».[17]
- وقال عنه الدكتور نزار أباظة: «كان محمود مهدي سلفيَّ النزعة جريئًا، وقف بوجه الشيوعيين في حيِّ ركن الدين الذي يقطُنه، حيث مركزُ حزبهم، وتصدَّى للصوفية المغالين، واعتنى بعقيدة التوحيد ومحاربة البدع والانحراف».[8]

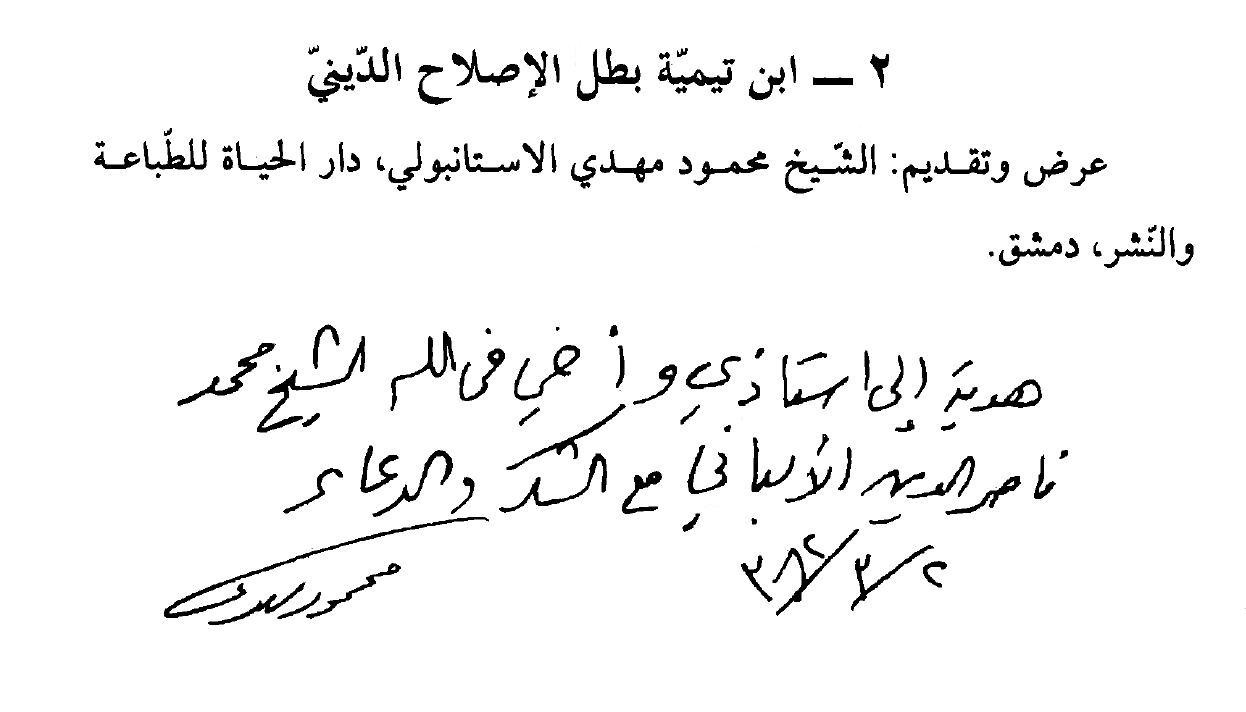
خط محمود مهدي الإستانبولي وتوقيعه، من إهداء إلى شيخه وصديقه المحدِّث محمد ناصر الدين الألباني

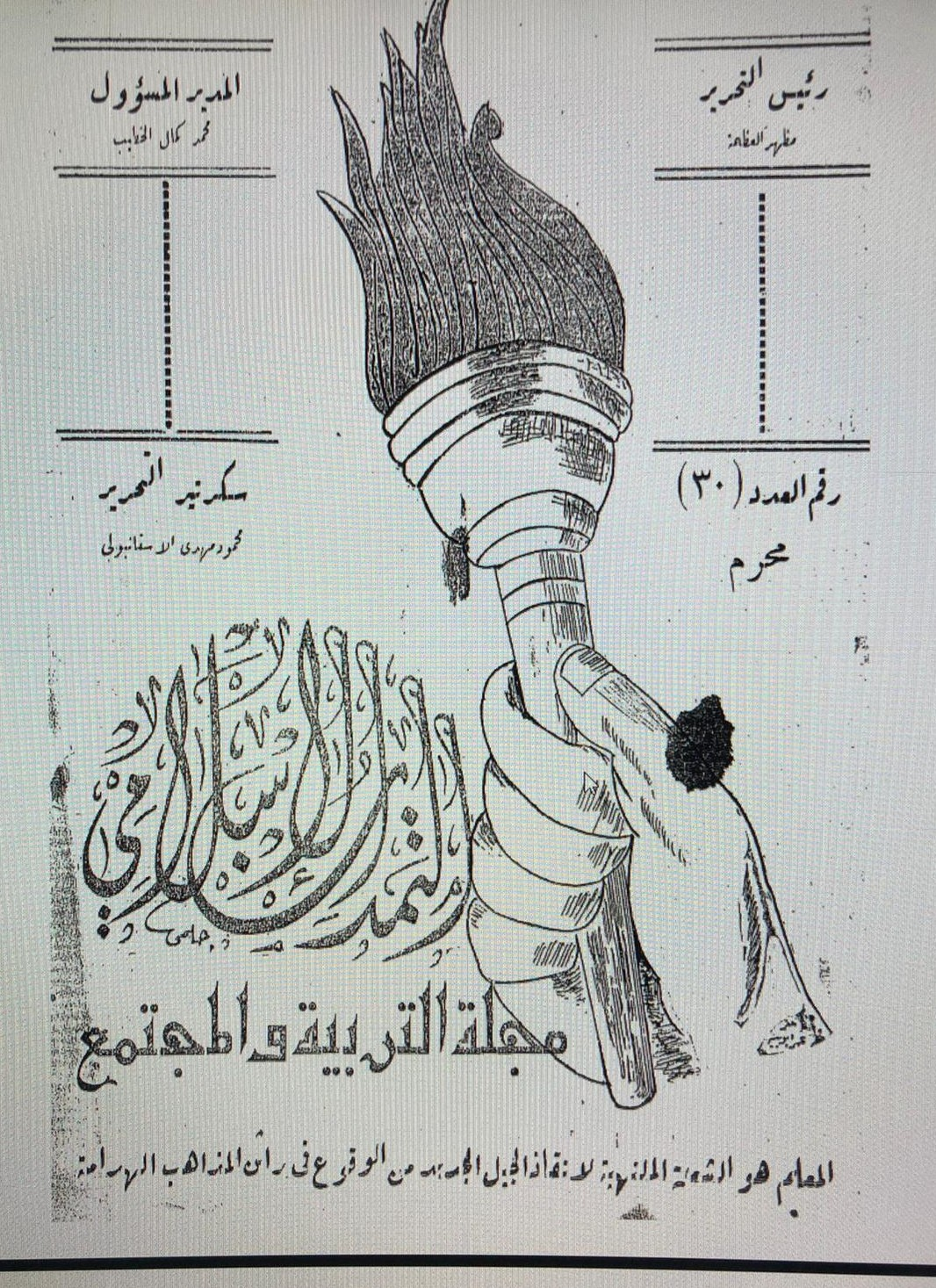
اسم محمود مهدي الإستانبولي يظهر أول مرة على غلاف مجلة التمدن الإسلامي؛ سكرتيرًا للتحرير، العدد 30 من السنة 12 بتاريخ المحرَّم 1367هـ نوفمبر 1947م

## كتبه وآثاره

### في التأليف
1. تحفة العروس أو الزواج الإسلامي السعيد.
2. عبقرية الإسلام في التربية.
3. المنهج الإسلامي الجديد في التربية.
4. على هامش التربية الإسلامية.
5. عظمة الإسلام في شتى ميادين النشاط الإنساني.
6. دفاع عن الإسلام.
7. لماذا اخترنا الإسلام؟.
8. تعريف الغربيين بالإسلام (باللغة الإنكليزية).[13]
9. دولة الإسلام.
10. كتب ليست من الإسلام.
11. إعجاز القرآن العلمي.
12. دلائل النبوة المحمدية.
13. هكذا قصَّ الرسول صلى الله عليه وسلم.
14. حوار بين الفلاسفة حول تأسيس الأخلاق.
15. مشكلات الغرب وكيف يحلها الإسلام (نشر بالعربية والإنكليزية والألمانية).
16. الرد على مفتريات الشيوعية.
17. غارة المستعمرين والمبشرين على العالم الإسلامي.
18. هل نحن بحاجة إلى نظام عقائدي جديد، رد على الدكتور حكمت هاشم.
19. هذا أو الجنون، رد على كتاب "هذا أو الطوفان" لخالد محمد خالد.
20. بيني وبين المبشِّرين.
21. نقد تقارير ساطع الحصري عن التربية في سورية.
22. دمشق المريضة ومسؤولية المجلس البلدي.
23. قصة غزوة بدر (للأطفال).
24. قصص عن النبي صلى الله عليه وسلم (للأطفال).
25. قصة عمر بن الخطاب (للأطفال).
26. قصة عمر بن عبد العزيز (للأطفال).
27. قصة صلاح الدين الأيوبي (للأطفال).
28. ابن تيمية بطل الإصلاح الديني.
29. الشيخ محمد بن عبد الوهَّاب في مرآة علماء الشرق والغرب.
30. شيخ الشام جمال الدين القاسمي.
31. طه حسين في ميزان العلماء والأدباء.
32. نداء إلى الملوك والرؤساء.
33. نحو أسرة مسلمة، السبيل إلى أسرة أفضل، قدَّم له الشيخ علي الطنطاوي.[18][19]
34. نقائص الأطفال وطريقة إصلاحها.
35. أطفالنا ضحايانا.
36. كيف نربي أطفالنا، مباحث مبسَّطة في التربية وعلم النفس تهم الآباء والأمهات.
37. مدارس رياض الأطفال وطريقة إعدادها وتنظيمها.
38. جريمة مدارسنا.
39. التربية الجنسية على المكشوف.
40. ماذا ينبغي للمراهقين والبالغين معرفته عن الجنس؟.
41. نساء حول الرسول والردُّ على مفتريات المستشرقين، بالاشتراك مع مصطفى أبو النصر الشلبي.
42. كيف حجَّ النبي صلى الله عليه وسلم، دليل عملي في مسائل الحج والعمرة.
43. من مذكراتي في الحج.
44. مذكرات تلميذ.
45. ذكريات، الجزء الأول، قدم له أحمد مظهر العظمة.
46. الأوراد المأثورة من القرآن العظيم والسنَّة الصحيحة.
47. رياض الجنَّة في أذكار وأدعية القرآن والسنَّة.
48. مختصر إحياء علوم الدين.
49. رقائق الشعر في الأدب والزهد والوعظ، بالاشتراك مع خير الدين وانلي.[20][21]

### في التحقيق والتعليق
1. تلبيس إبليس، لابن الجوزي، تحقيق.
2. المنار المُنيف في الصحيح والضعيف، لابن قيم الجوزية، تحقيق.
3. لفتة الكبد إلى نصيحة الولد، لابن الجوزي، عناية وتعليق بالاشتراك مع شيخه محمد ناصر الدين الألباني.
4. العواصم من القواصم في تحقيق مواقف الصحابة، لأبي بكر ابن العربي، تحقيق محب الدين الخطيب، راجعه وخرَّج أحاديثه الإستانبولي، قدَّم له محمد جميل غازي.
5. تهذيب موعظة المؤمنين من إحياء علوم الدين للغزالي، لجمال الدين القاسمي، تحقيق بالاشتراك مع محمد عيد العباسي.
6. منكرات الأفراح وآثارها السيئة على الفرد والأمة، لجماعة من علماء الأزهر، قدَّم له وعلَّق عليه.
7. منكرات المآتم والموالد، لجماعة من علماء الأزهر، حققه وقدَّم له وعلَّق عليه.
8. حُكم القراءة للأموات هل يصل ثوابها إليهم، لمحمد أحمد عبد السلام، راجعه وخرَّج أحاديثه.
9. الشيخ محمد بن عبد الوهَّاب المصلح المظلوم والمجدِّد المُفترى عليه، لأحمد أمين، قدَّم له وعلَّق عليه.[22]

وخلَّف عددًا من الكتب مخطوطة، منها:
1. جهاد نصف قرن.
2. ذكريات، الجزء الثاني.
3. عثرات الدعاة المعاصرين.

## وفاته ودفنه
توفي محمود مهدي الإستانبولي في جُدَّة، يوم الخميس 10 المحرَّم 1419هـ الموافق 6 مايو (أيار) 1998م، ودُفن في اليوم التالي الجمعة في مقبرة الفيصلية.

## الملاحظات
1. ↑  كذا اسمه الرسمي في الوثائق (محمود) فقط، وليس اسمًا مركَّبًا، ولكنَّه منذ بدأ التأليف والكتابة جعل اسمه مركَّبًا (محمود مهدي) وبه عُرف واشتَهَر.
2. ↑  كذا كان يكتب لقب أسرته أو نسبته في مراسلاته وعلى أغلفة كتبه (الإستانبولي)، في حين كتبها الشيخ علي الطنطاوي في جميع المواضع التي ذكره فيها في كتابه الذكريات: (الإسطنبولي)! وكتبها أحمد العلاونة في (ذيل الأعلام): (الإستامبولي)!
3. ↑  هذا الصواب في تاريخ ولادته كما هو مثبت في وثائقه الرسمية، وقد أخطأ مؤلف كتاب (حي الأكراد في مدينة دمشق) فجعله 1332هـ/ 1914م! وتابعه على ذلك محمد خير رمضان يوسف في (تتمة الأعلام) 9/ 114، وفي (تكملة معجم المؤلفين) 6/ 310!
4. ↑  هذا الصواب في تاريخ وفاته بدقة، كما في وثيقة وفاته الرسمية، وقد أخطأ محمد خير مضان يوسف فجعله: 11 المحرم 1420هـ/ 26 نيسان 1999م! في كتابيه (تتمة الأعلام) و(تكملة معجم المؤلفين)، ووافقه على هذا الخطأ نزار أباظة في (إتمام الأعلام) 2/ 330، و(علماء دمشق وأعيانها في القرن الخامس عشر الهجري) ص404.